# Lampides nabonassar
Lampides nabonassar är en fjärilsart som beskrevs av Hans Fruhstorfer 1921. Lampides nabonassar ingår i släktet Lampides och familjen juvelvingar. Inga underarter finns listade i Catalogue of Life.